# Pambai
El pambai (del tamil: பம்பை) es un instrumento membranófono formado por un par de tambores cilíndricos, usado festividades de templos y música folclórica en Andhra Pradesh y Tamil Nadu en la India.

## Descripción
Este instrumento es sostenido cerca de la cintura del tocador o colocado en el suelo, y percutido con dos baquetas, o con una mano y una baqueta. En las variedades más simples, los cuerpos de ambos tambores son hechos de madera, pero se fabrican pambais en que un tambor es de madera y otro de metal: el de madera es conocido como veeru vanam y el de metal como vengala pambai. El pambai es tocado en el ensamble tradicional urumee / naiyandi melam.

## Galería

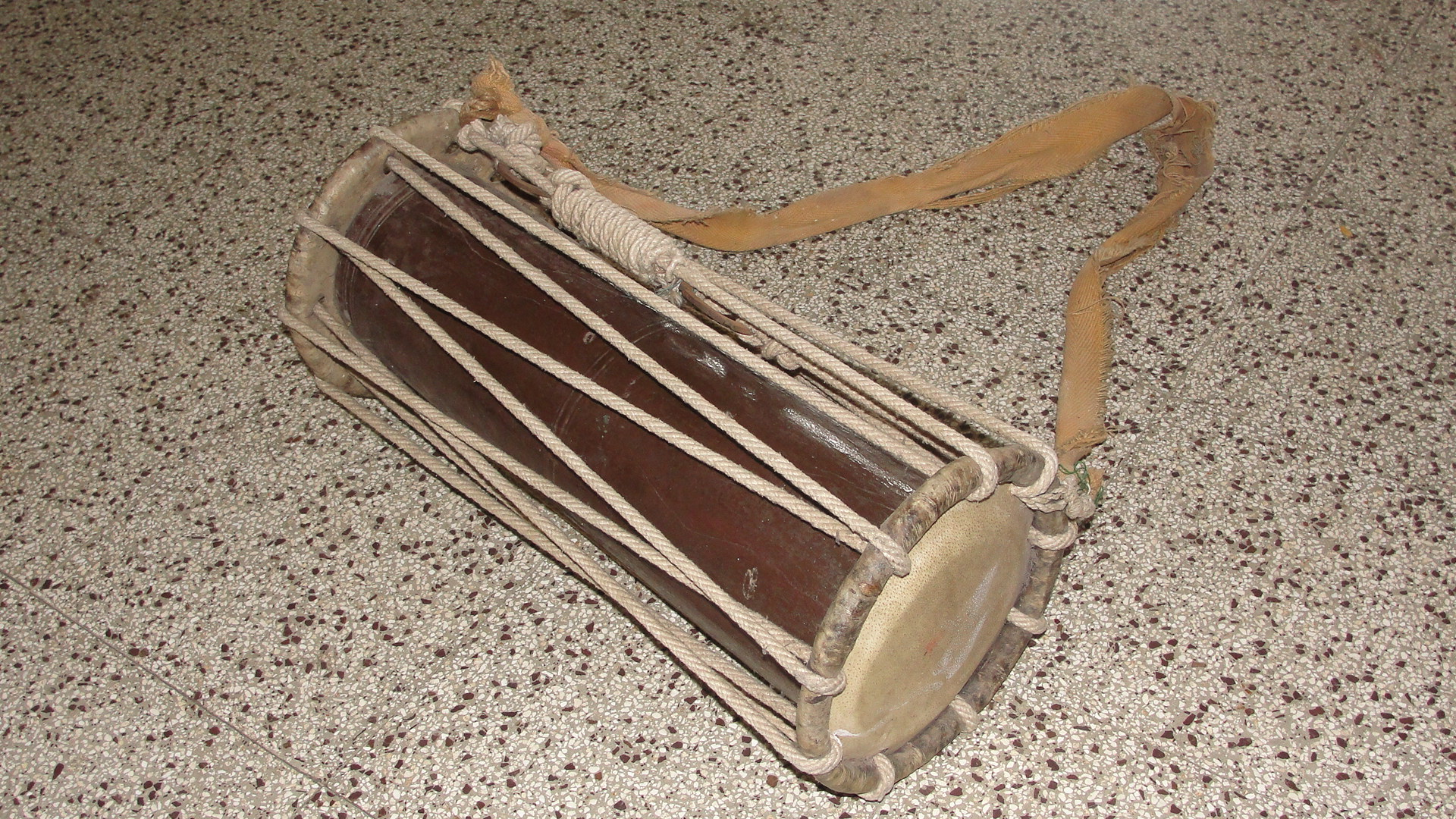
Pambai (sencillo)
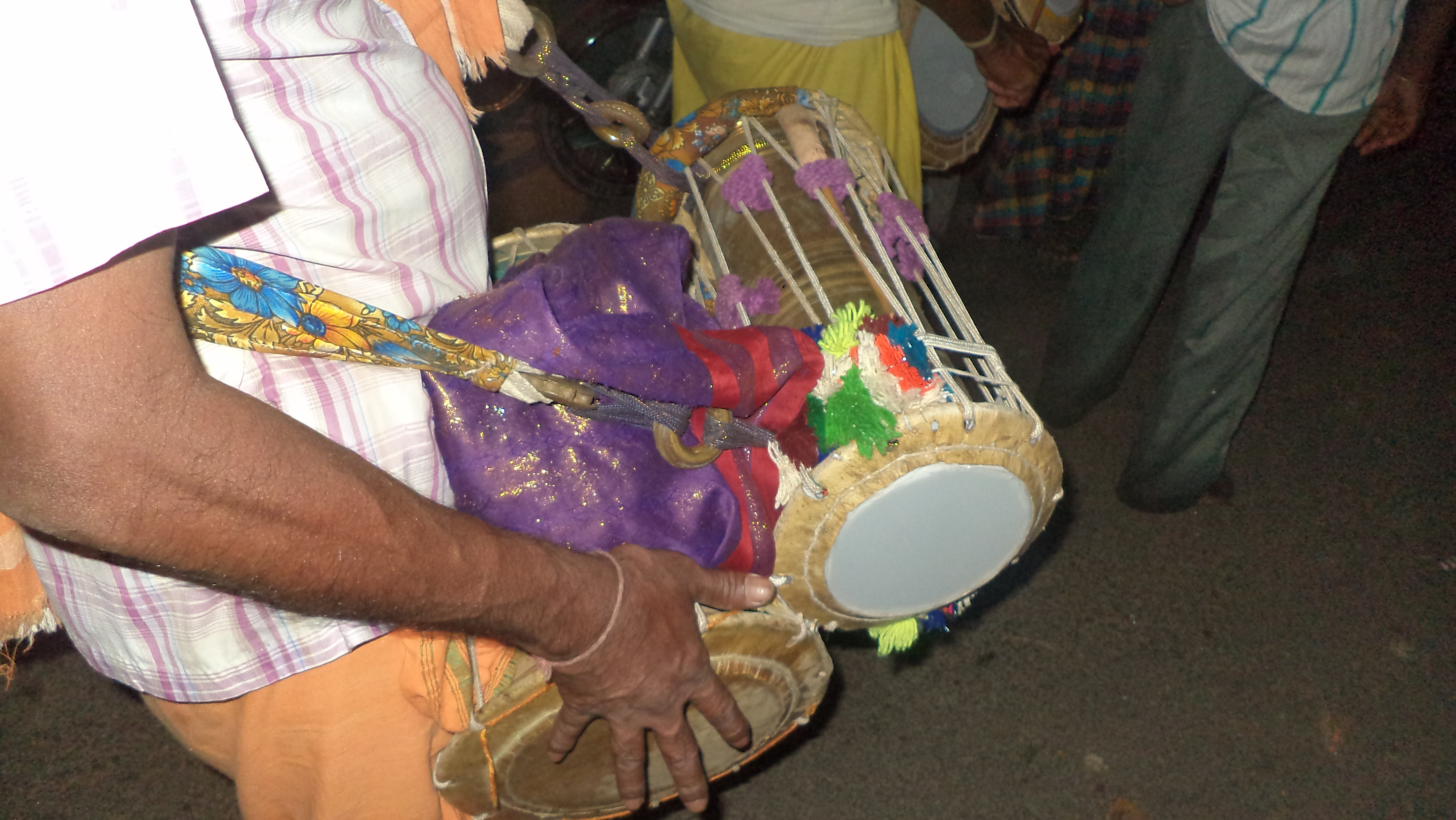
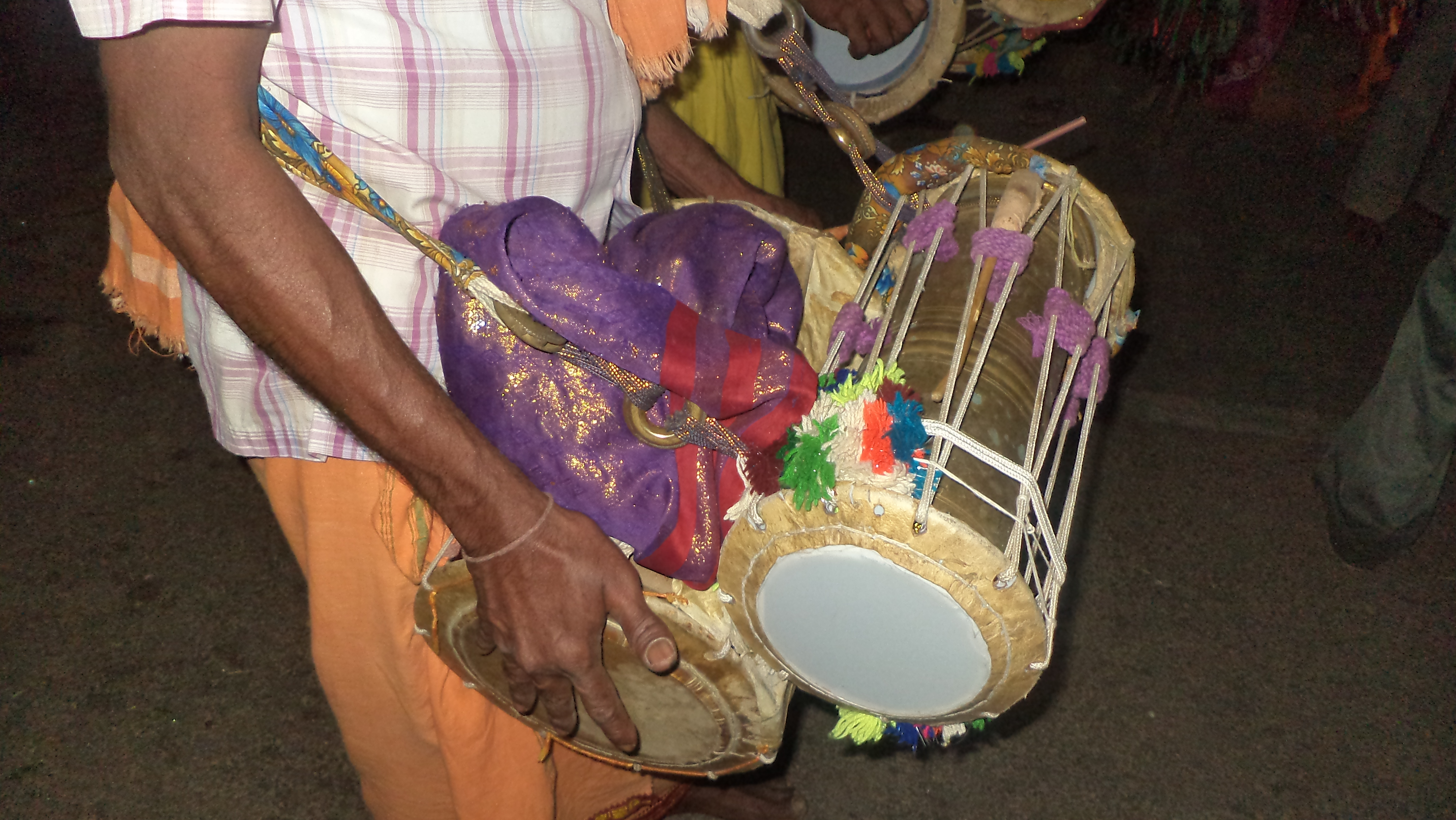